# Kane & Lynch: Dead Men
Kane & Lynch: Dead Men ist ein vom dänischen Spieleentwickler IO Interactive entwickeltes Action-Computerspiel aus dem Genre der Third-Person-Shooter. Das Spiel wurde im November 2007 von Eidos Interactive für Windows-PCs und die Spielekonsolen Xbox 360 und PlayStation 3 veröffentlicht. Laut Angaben von Eidos verkaufte sich das Spiel bis Januar 2008 bereits über eine Million Mal. Im August 2010 erschien mit Kane & Lynch 2: Dog Days ein Nachfolger.

## Handlung
Nach dem Tod seines Sohnes schließt sich Adam „Kane“ Marcus der Söldnergruppe The 7 an. Eine Mission der Gruppe in Venezuela geht schief und Kane entkommt als einziger Überlebender mit der Beute. Er wird später gefasst und zum Tode verurteilt. Kane und sein Mitgefangener Lynch werden während des Gefangenentransports von The 7 befreit, und Kane erhält die Chance, das Leben seiner Familie zu retten, indem er die Beute wieder beschafft. Lynch soll darauf achten, dass Kane seinen Auftrag erfüllt.
Kane und Lynch rauben mit ehemaligen Freunden von Kane die Bank aus, in der Kane damals die Beute aus Venezuela deponierte. Er findet allerdings nur einen Teil der Beute wieder. Hier kommen zum ersten Mal Lynchs psychotische Phasen zum Vorschein, als er die genommenen Geiseln erschießt, weil er sie für Polizisten hält. Nach einer spektakulären Flucht, die Kanes Freunde nicht überleben, machen sich Kane und Lynch nach Tokio auf, wo Kane den Rest der Beute bei einem alten Partner, Retomoto, vermutet. Er entführt mit Lynchs Hilfe die Tochter des alten Partners und fordert im Austausch den Rest der Beute. Der Austausch nimmt ein katastrophales Ende, als Retomoto versucht Kane umzubringen. Zu allem Überfluss erschießt Lynch auch noch seine Tochter, weil sie diese nach seiner Aussage zu flüchten versuchte. Er behauptet, nur auf ihr Bein gezielt zu haben.
Zurück in den Staaten, ist The 7 von Kanes Versagen nicht erfreut und lässt seine Frau umbringen. Attentäter versuchen, Kane, Lynch und Kanes Tochter Jenny zu töten. Nachdem diese beseitigt sind, schwört Kane Rache an The 7. Die beiden brechen gewaltsam in ein Gefängnis ein, um Kanes alte Söldnertruppe wieder zusammenzutrommeln. Zusammen mit der Truppe kehren Kane und Lynch nach Tokio zurück, um Retomoto das Handwerk zu legen. Sie dringen in seinen Wolkenkratzer ein und bringen ihn um. Nach ihrer Flucht stellen sie Carlos, von The 7. Er bietet den Ex-Söldnern seine Hilfe an. Carlos verrät ihnen, dass sich The 7 in Venezuela befindet. Ausgerüstet wie Soldaten führen Kane und Lynch eine Rebellenarmee in den Hauptsitz von The 7. Nach einem brutalen Blutbad findet Kane heraus, dass sich das Oberhaupt von The 7 in den Bergen Venezuelas befindet. Der Trupp infiltriert das Gelände mit Hilfe von Carlos, der jedoch gefangen genommen und von The 7 hingerichtet wird. Das letzte Mitglied von The 7, das im Übrigen auch, wie Kane erfährt, seine Tochter entführt hat, versucht mit einem Flugzeug zu fliehen. Kane und Lynch können den Start verhindern, Jenny retten und The 7 endgültig ausschalten.
Allerdings werden immer noch ein paar von Kanes Männern in einem nahen Dorf von The-7-Truppen angegriffen. Kane und Lynch mit Jenny im Schlepptau versuchen ihre Kameraden zu retten. Jedoch überlebt gegen diese Übermacht nur einer von Kanes Männern. Die Vier schießen sich ihren Weg zu den Docks frei. Der gerettete Kamerad ist Kane allerdings nicht dankbar und rennt in der Nähe des Piers voraus, um sich mit einem Boot zu retten. Lynch steuert das Boot aus dem Hafen heraus und Kane hält seine verwundete Tochter in den Armen.
In einem alternativen Ende flieht Kane zusammen mit Jenny mit einem Hubschrauber. Lynch bleibt in Venezuela, um Kanes Männer zu retten.

## Spielweise
Im Einzelspielermodus kann der Spieler lediglich die Kontrolle über Kane übernehmen. Dieser kann allerdings Lynch (und später weiteren Gefolgsleuten) einfache Befehle erteilen. Erst im Koop-Modus kann ein Mitspieler die Steuerung von Lynch übernehmen.

## Rezeption

### Kritiken
Kane & Lynch: Dead Men erhielt im deutschen und osteuropäischen Raum überwiegend gute Kritiken. Vor allem die Handlung und ihre filmhaft dramatische Erzählweise sowie der von der Norm abweichende Soundtrack von Jesper Kyd wurden gelobt.
Ablehnendere Stimmen bemängelten unter anderem die überspitzte und „zu pessimistische“ Handlung, das Fehlen sympathischer Charaktere, eine kurze Spieldauer und schlechte Steuerung (vor allem in Bezug auf das Nutzen von Deckung). Auch die Grafik wurde häufig als Mittelmaß hingestellt. Fraglich ist, welchen Einfluss die Kontroverse um die Entlassung des GameSpot-Redakteurs Jeff Gerstmann auf die Wertungen in der Presse und von Endnutzern genommen hat.

### Die Gerstmann-Kontroverse
Für großen Aufruhr sorgte die Entlassung des GameSpot-Redakteurs Jeff Gerstmann. Dieser veröffentlichte auf der Website von GameSpot eine eher negative Kritik über das Spiel, zeitgleich betrieb der Publisher Eidos Interactive eine Werbekampagne auf besagter Seite, bei der viele großflächige Werbeanzeigen auf GameSpot geschaltet wurden. Nach der Veröffentlichung dieser Kritik wurde die Werbekampagne abgebrochen. Eine Sprecherin von CNET, der Eigentümer von GameSpot, bestritt damals, dass Mitarbeiter aufgrund von Druckes externer Werbepartner entlassen würden. In der Folge riefen viele Leser zum Boykott der Seite auf, GameSpot hatte die Nutzerbewertungen für Kane & Lynch: Dead Men aussetzen müssen, weil das Spiel mit schlechten „1.0“-Bewertungen überhäuft wurde.

## Fortsetzung
Im August 2010 erschien der Nachfolger Kane & Lynch 2: Dog Days für Xbox 360, PlayStation 3 und PC.

## Verfilmung
Im März 2010 wurde bekannt, dass neben Bruce Willis in der Rolle als Söldner Adam ‚Kane' Marcus auch Oscarpreisträger Jamie Foxx für eine Verfilmung des Computerspiels Kane & Lynch: Dead Men zugesagt hat. Er wird Lynch verkörpern. Produktionsstudios sind Lionsgate und Millennium Films, Regie führen wird Simon Crane. Der Film wird nicht exakt das Computerspiel erzählen.

## Trivia
Kane und Lynch haben im Spiel Hitman: Absolution von 2012 einen Gastauftritt. In der Mission „Willkommen in Hope“ steht Kane in der Ecke der Bar neben der Jukebox. In einem Gespräch mit einem Gast erwähnt er, dass sein Partner in der Stadt Ausrüstung besorgt. Lynch besorgt allerdings keine Ausrüstung, sondern tobt sich in der Folgemission „Birdies Geschenk“ am Schießstand aus, wo man ihn bei seinen typischen Schimpftiraden beobachten kann. Beide tragen in dem jeweiligen Level eine einzigartige Waffe mit sich, welche der Spieler erhalten muss, um das Spiel zu 100 % abzuschließen. Auch in dem Spiel Hitman aus 2016 haben sie als zwei Wachen im Obergeschoss eines Hauses in der Mission „Die Freiheitskämpfer“ einen Auftritt.
Es gibt zusätzlich noch ein Video mit Lynch, das man sich angucken kann, wenn man in dem Level „Dexter Industries“ im Hauptausstellungsraum auf die an der Decke hängende Atombombe schießt. Wenn der Spieler im Gefängnis von Hope durch einen bestimmten Lüftungsschacht kriecht kann er ein zweites Mal Kane finden. Dieser sitzt in einer Zelle und schreibt einen Brief an seine Tochter.